# 796 Sarita
796 Sarita è un asteroide della fascia principale del diametro medio di circa 44,96 km. Scoperto nel 1914, presenta un'orbita caratterizzata da un semiasse maggiore pari a 2,6361225 UA e da un'eccentricità di 0,3191606, inclinata di 19,05713° rispetto all'eclittica.
L'origine del suo nome è sconosciuta.